# Crinia signifera
Crinia signifera är en groddjursart som beskrevs av Girard 1853. Crinia signifera ingår i släktet Crinia och familjen Myobatrachidae. IUCN kategoriserar arten globalt som livskraftig. Inga underarter finns listade i Catalogue of Life.